# Batalha de Jushi
A batalha de Jushi (chinês: 车师之战, pinyin: Jūshī Zhī Zhàn) foi uma batalha travada entre a dinastia Han e o povo Xiongnu na disputa sobre o controlo das pessoas da cultura Gushi na Depressão de Turfan em 67 a.C. A batalha foi recaiu para o triunfo dos Han, que eram liderados por Zheng Ji. O rei dos Jushi, Wugui sucumbiu aos Han, após estes lançarem um ataque na Bacia do Tarim e sitiarem a cidade Jiaohe, capital de Jushi. Os Xiongnu vieram em auxílio dos Jushi, mas acabaram por zarpar depois de Zheng Ji e Sima Xi os confrontar com os seus exércitos. Zheng Ji, em seguida, cede 20 homens com um general para proteger o rei de Jushi, mas o medo pelo retorno dos Xiongnu, fê-lo desertar para Wusun. Os Xiongnu sagraram Doumo rei dos Jushi, e transferiram a população para leste de Jiaohe. Zheng Ji, em seguida, enviou 300 homens para ocupar a cidade.

## Resultado
Em 60 aC, uma perturbação interna ocorreu entre a camarilha governante dos Xiongnu, e Xianxianshan, Príncipe Rizhu dos Xiongnu estabelecido na Bacia de Turpan, levou 12 000 dos seus soldados e 12 membros da realeza para jurar lealdade à corte imperial Han. No mesmo ano, os Han nomearam Zheng Ji como Protector Geral das Regiões do Oeste, com o seu governo em Wulei (perto de Qiuci) para supervisionar toda a região oeste da Bacia do Tarim até à Cordilheira Pamir. O último Protector Geral, Dan Qin, foi morto numa revolta dirigida por Caraxar em 13 d.C. Na breve tentativa de restaurar o protectorado motivada por Wang Mang em 16 d.C. sob o recente nomeado Protetor Geral Li Chong, os exércitos logo avançaram para o estado de Caraxar, mas foram contudo derrotados pela ajuda da força aliada de Caraxar. Li Chong fugiu para o estado de Qiuci, e morreu após a queda da Dinastia Xin.